# Келсі Кемпбелл
Келсі Рене Кемпбелл (англ. Kelsey Rene Campbell; нар. 5 червня 1985, Анкоридж, Аляска) — американська борчиня вільного стилю, дворазова Панамериканська чемпіонка, срібна та разова бронзова призерка Панамериканських чемпіонатів, срібна призерка Кубку світу в командних змаганнях, учасниця Олімпійських ігор.

## Життєпис
Народилася в Анкориджі на Алясці. Займалася різними видами спорту, також займалася музикою. Але її шлях змінився, коли борці дозволили їй «протриматися два тижні» в команді. Переїхала до Аризони в 2006 році. Виступала за борцівський клуб «Sunkist Kids» зі Скоттсдейла — передмістя Фінікса. Тренер — Кейт Вілсон. Вона перша жінка, яка почала боротися за Університет штату Аризона, і третя, яка виграла олімпійські змагання в США. Вивчала релігієзнавство.

## Спортивні результати на міжнародних змаганнях

### Виступи на Олімпіадах
| Змагання                    | Збірна | Вагова категорія          | Місце |
| --------------------------- | ------ | ------------------------- | ----- |
| Літні Олімпійські ігри 2012 | США    | жіноча боротьба, до 55 кг | 17    |

### Виступи на Чемпіонатах світу
| Змагання                        | Збірна | Вагова категорія          | Місце |
| ------------------------------- | ------ | ------------------------- | ----- |
| Чемпіонат світу з боротьби 2010 | США    | жіноча боротьба, до 59 кг | 5     |
| Чемпіонат світу з боротьби 2011 | США    | жіноча боротьба, до 59 кг | 14    |

### Виступи на Панамериканських чемпіонатах
| Змагання                                   | Збірна | Вагова категорія          | Місце  |
| ------------------------------------------ | ------ | ------------------------- | ------ |
| Панамериканський чемпіонат з боротьби 2009 | США    | жіноча боротьба, до 59 кг | Срібло |
| Панамериканський чемпіонат з боротьби 2011 | США    | жіноча боротьба, до 55 кг | Золото |
| Панамериканський чемпіонат з боротьби 2015 | США    | жіноча боротьба, до 58 кг | 9      |
| Панамериканський чемпіонат з боротьби 2016 | США    | жіноча боротьба, до 58 кг | Золото |
| Панамериканський чемпіонат з боротьби 2018 | США    | жіноча боротьба, до 59 кг | Бронза |
| Панамериканський чемпіонат з боротьби 2019 | США    | жіноча боротьба, до 59 кг | 4      |
| Панамериканський чемпіонат з боротьби 2020 | США    | жіноча боротьба, до 57 кг | 5      |

### Виступи на Кубках світу
| Змагання                    | Збірна | Вагова категорія          | Місце  |
| --------------------------- | ------ | ------------------------- | ------ |
| Кубок світу з боротьби 2011 | США    | жіноча боротьба, до 59 кг | 4      |
| Кубок світу з боротьби 2012 | США    | жіноча боротьба, до 55 кг | 4      |
| Кубок світу з боротьби 2014 | США    | жіноча боротьба, до 55 кг | 6      |
| Кубок світу з боротьби 2015 | США    | жіноча боротьба, до 60 кг | 4      |
| Кубок світу з боротьби 2019 | США    | команда                   | Срібло |

### Виступи на інших змаганнях
| Змагання                                                         | Збірна | Вагова категорія          | Місце  |
| ---------------------------------------------------------------- | ------ | ------------------------- | ------ |
| Міжнародний меморіал Дейва Шульца 2008                           | США    | жіноча боротьба, до 59 кг | Бронза |
| Міжнародний меморіал Дейва Шульца 2009                           | США    | жіноча боротьба, до 59 кг | 4      |
| Klippan Lady Open 2009                                           | США    | жіноча боротьба, до 59 кг | Бронза |
| Золотий Гран-прі з боротьби 2010 (Красноярськ)                   | США    | жіноча боротьба, до 59 кг | Золото |
| Міжнародний меморіал Дейва Шульца 2010                           | США    | жіноча боротьба, до 59 кг | 4      |
| Klippan Lady Open 2010                                           | США    | жіноча боротьба, до 59 кг | 10     |
| Золотий Гран-прі з боротьби 2010 (Кліппан )                      | США    | жіноча боротьба, до 59 кг | 10     |
| Золотий Гран-прі з боротьби 2010 (Баку)                          | США    | жіноча боротьба, до 59 кг | 9      |
| Відкритий міжнародний турнір «Sunkist Kids» 2010                 | США    | жіноча боротьба, до 59 кг | Золото |
| Міжнародний турнір Ньюйоркського атлетичного клубу 2010          | США    | жіноча боротьба, до 55 кг | Срібло |
| Відкритий чемпіонат Польщі з боротьби 2011                       | США    | жіноча боротьба, до 59 кг | Золото |
| Відкритий міжнародний турнір «Sunkist Kids» 2011                 | США    | жіноча боротьба, до 55 кг | Золото |
| Відкритий чемпіонат Монголії з боротьби 2012                     | США    | жіноча боротьба, до 59 кг | Золото |
| Золотий Гран-прі з боротьби 2012 (Кліппан )                      | США    | жіноча боротьба, до 55 кг | 9      |
| Золотий Гран-прі з боротьби 2014 (Париж)                         | США    | жіноча боротьба, до 58 кг | Срібло |
| Klippan Lady Open 2014                                           | США    | жіноча боротьба, до 58 кг | 5      |
| Гран-прі Іспанії з боротьби 2014                                 | США    | жіноча боротьба, до 58 кг | Срібло |
| Відкритий кубок Росії з боротьби 2014                            | США    | жіноча боротьба, до 58 кг | Бронза |
| Nordhagen Classics 2015                                          | США    | жіноча боротьба, до 60 кг | Срібло |
| Nordhagen Classics 2015                                          | США    | жіноча боротьба, до 58 кг | Золото |
| Міжнародний меморіал Дейва Шульца 2015                           | США    | жіноча боротьба, до 58 кг | Бронза |
| Кубок Гранми з боротьби 2015                                     | США    | жіноча боротьба, до 58 кг | Золото |
| Гран-прі Іспанії з боротьби 2015                                 | США    | жіноча боротьба, до 58 кг | 10     |
| Міжнародний меморіал Білла Фаррелла 2015                         | США    | жіноча боротьба, до 58 кг | Срібло |
| Klippan Lady Open 2016                                           | США    | жіноча боротьба, до 60 кг | 7      |
| Олімпійські випробування США 2016                                | США    | жіноча боротьба, до 58 кг | Золото |
| Олімпійський кваліфікаційний турнір з боротьби 2016 (Улан-Батор) | США    | жіноча боротьба, до 58 кг | 18     |
| Олімпійський кваліфікаційний турнір з боротьби 2016 (Стамбул)    | США    | жіноча боротьба, до 58 кг | 5      |
| Золотий Гран-прі з боротьби 2016                                 | США    | жіноча боротьба, до 58 кг | 8      |
| Міжнародний меморіал Дейва Шульца 2017                           | США    | жіноча боротьба, до 55 кг | Срібло |
| Київський Міжнародний турнір з боротьби 2017                     | США    | жіноча боротьба, до 58 кг | 8      |
| Cerro Pelado International 2018                                  | США    | жіноча боротьба, до 59 кг | Срібло |
| Міжнародний меморіал Білла Фаррелла 2018                         | США    | жіноча боротьба, до 59 кг | Золото |
| Турнір Олександра Медведя 2018                                   | США    | жіноча боротьба, до 57 кг | 5      |
| Меморіал Іона Корнеану і Ладислава Сімона 2018                   | США    | жіноча боротьба, до 55 кг | Золото |
| Гран-прі «Іван Яригін» 2019                                      | США    | жіноча боротьба, до 57 кг | 9      |
| Гран-прі Німеччини з боротьби 2019                               | США    | жіноча боротьба, до 57 кг | 10     |
| Турнір Дана Колова — Николи Петрова 2019                         | США    | жіноча боротьба, до 57 кг | 22     |
| Турнір міста Сассарі з боротьби 2019                             | США    | жіноча боротьба, до 59 кг | 4      |
| Кубок Канади з боротьби 2019                                     | США    | жіноча боротьба, до 59 кг | 4      |
| Відкритий чемпіонат Польщі з боротьби 2019                       | США    | жіноча боротьба, до 57 кг | 15     |
| Klippan Lady Open 2020                                           | США    | жіноча боротьба, до 59 кг | 7      |